# Аламбра (Сьюдад-Реаль)
Аламбра (ісп. Alhambra) — муніципалітет в Іспанії, у складі автономної спільноти Кастилія-Ла-Манча, у провінції Сьюдад-Реаль. Населення — 1114 осіб (2010).
Муніципалітет розташований на відстані близько 180 км на південь від Мадрида, 75 км на схід від Сьюдад-Реаля.
На території муніципалітету розташовані такі населені пункти: (дані про населення за 2010 рік)
- Аламбра: 779 осіб
- Посо-де-ла-Серна: 335 осіб

## Демографія
Динаміка населення (INE ):